# Samuele Ricci
Samuele Ricci (21. srpen 2001 Pontedera, Itálie) je italský fotbalový záložník, který hraje za italský AC Milán a za italskou reprezentaci.

## Přestupy
- z Empoli do Turín za 1 000 000 Euro (hostování)
- z Empoli do Turín za 8 500 000 Euro

## Statistika

### Klubová
| Sezóna           | Klub             | Liga             | Liga   | Liga | Ligové poháry | Ligové poháry | Ligové poháry | Kontinentální poháry | Kontinentální poháry | Kontinentální poháry | Celkem | Celkem |
| Sezóna           | Klub             | Soutěž           | Zápasy | Góly | Soutěž        | Zápasy        | Góly          | Soutěž               | Zápasy               | Góly                 | Zápasy | Góly   |
| ---------------- | ---------------- | ---------------- | ------ | ---- | ------------- | ------------- | ------------- | -------------------- | -------------------- | -------------------- | ------ | ------ |
| 2019/20          | Empoli           | Serie B          | 28+1   | 0    | IP            | 1             | 0             | -                    | 0                    | 0                    | 30     | 0      |
| 2020/21          | Empoli           | Serie B          | 33     | 2    | IP            | 3             | 0             | -                    | 0                    | 0                    | 36     | 2      |
| 2021/22          | Empoli           | Serie A          | 21     | 1    | IP            | 3             | 0             | -                    | 0                    | 0                    | 24     | 1      |
| Celkem za Empoli | Celkem za Empoli | Celkem za Empoli | 83     | 3    | -             | 7             | 0             | -                    | 0                    | 0                    | 90     | 3      |
| 2022             | Turín            | Serie A          | 12     | 0    | IP            | 0             | 0             | -                    | 0                    | 0                    | 12     | 0      |
| 2022/23          | Turín            | Serie A          | 28     | 2    | IP            | 4             | 0             | -                    | 0                    | 0                    | 32     | 2      |
| 2023/24          | Turín            | Serie A          | 32     | 1    | IP            | 1             | 0             | -                    | 0                    | 0                    | 33     | 1      |
| 2024/25          | Turín            | Serie A          | 34     | 1    | IP            | 2             | 0             | -                    | 0                    | 0                    | 36     | 1      |
| Celkem za Turín  | Celkem za Turín  | Celkem za Turín  | 106    | 4    | -             | 7             | 0             | -                    | 0                    | 0                    | 113    | 4      |
| Celkově          | Celkově          | Celkově          | 189    | 7    | -             | 14            | 0             | -                    | 0                    | 0                    | 203    | 7      |

## Úspěchy

### Klubové
- vítěz 2. italské ligy (1x)

Empoli: 2020/21

### Reprezentační
- 2× na ME 21 (2021, 2023)